# Aconitum zigzag
Aconitum zigzag là một loài thực vật có hoa trong họ Mao lương. Loài này được H.Lév. & Vaniot mô tả khoa học đầu tiên năm 1906.